# Vénus noire
Vénus noire (Brasil: Vênus negra / Portugal: Vénus preta) é um filme belga, francês e tunisiano de biografia e drama de 2010, dirigido por Abdellatif Kechiche e estrelado por Yahima Torres. O filme é baseado na história de Saartjie Baartman.

## Sinopse
O filme conta a história de Saartjie Baartman, uma mulher sul-africana da etnia hotentote, que deixa a África do Sul rumo à Europa, acompanhada por Caezar, seu mestre. Caezar promete a Saartjie um emprego fixo em um circo, onde ela facilmente ficaria rica, mas na verdade ela vê-se obrigada a exibir seu corpo para curiosos em Londres. Devido à sua aparência e seu traços corporais de uma hotentote, Saartjie é vista como uma mulher exótica pelos europeus. 

## Elenco
- Yahima Torres - Saartjie Baartman
- Olivier Gourmet - Reáux
- André Jacobs - Caezar
- Elina Löwensohn - Jeanne
- François Marthouret - Georges Cuvier
- Michel Gionti - Jean-Baptiste Berré
- Jean-Christophe Bouvet - Charles Mercailler